# Dennis Aogo
Dennis Aogo (Karlsruhe, 14 de janeiro de 1987) é um futebolista alemão de mãe alemã de Karlsruhe e pai nigeriano,que atua como lateral-esquerdo. Atualmente, joga pelo VfB Stuttgart da Alemanha.

## Carreira

### Hamburgo
Aogo jogou com o Karlsruher SC academia e jogou em vários níveis de jovens, incluindo os U-15s e U-16. Desde 2004, ele era uma parte do Freiburg SC academia, e comemorou sua estréia na Bundesliga em 17 anos de idade. Ele imediatamente ganhou-se um lugar no centro do meio-campo.
Desde 2008, Aogo é assinado no clube da Bundesliga Hamburger SV e parte da programação regular de partida, principalmente como lateral-esquerdo. Jogou em 8 de dezembro de 2012, no novo estádio do Grêmio, Grêmio Arena e sua equipe perdeu por 2 a 1.

## Seleção nacional
Aogo foi membro do U-21 alemão plantel. Devido a regulamentos da FIFA, ele foi impedido de representar a Equipe Nacional da Nigéria, por ter anteriormente representado a Alemanha na juventude e em níveis de faixa etária. Mas, em uma decisao recente da Fifa retirou o limite de idade para a mudança de nacionalidades, o que significa que poderia ter representado na Nigéria. No entanto, depois de recusar vários convites pela Associação de Futebol da Nigéria declarou seu desejo de continuar a representar a Alemanha como ele vê uma boa oportunidade de ganhar um lugar no time alemão sênior no futuro. No entanto, a terra natal de seu pai queria chamá-lo para a Copa do Mundo 2010,sendo observado por tempo considerável,mas em 05 de janeiro de 2010 Aogo anunciou que só vai jogar para a equipa nacional de futebol da Alemanha . Ele fez sua estréia na equipe nacional para a Alemanha em seu primeiro jogo de preparação contra Malta , em uma vitória por 3-0 em 13 de maio de 2010, jogando 79 minutos, antes de ser substituído pelo também zagueiro e companheiro de clube de Hamburgo Jérôme Boateng.[carece de fontes?]

## Vida Pessoal
Filho de pai nigeriano e mãe alemã, Aogo cresceu em Oberreut, um subúrbio no sul-oeste de Karlsruhe. Em 2000, quando seus pais se separaram, ele se mudou com o pai para Bruchsal. Em 2002, com 15 anos, juntou-se o SC Freiburg e assistiu a sua escola de juniores, enquanto graduando-se com Mittlere Reife no Max-Weber-Schule, em Freiburg.
Aogo está noivo de Alessia Walch, baixista de música Pop banda: destino perfeito.

## Títulos
Seleção Alemã
- Campeonato Europeu Sub-21: 2009
- Copa do Mundo: 2010 Terceiro Lugar